# مجسمه‌سازی
مجسمه‌سازی، تندیسگری یا پیکرتراشی هنر همگذاری یا ریخت دادن به اشیا است و ممکن است در هر اندازه یا با هر سازمایه‌ای (مصالحی) یا تکنیکی انجام گیرد. به فرآورده‌های این هنر تندیس، پیکره یا مجسمه گفته می‌شود. هر پیکر سه بعدی که به منظور دارا بودن یک بیان هنری آفریده شده را می‌توان مجسمه نامید. هر شکل‌دادنی مجسمه‌سازی نیست بلکه باید در ورای آن، یک فکر، خلاقیت یا یک نوآوری وجود داشته باشد.

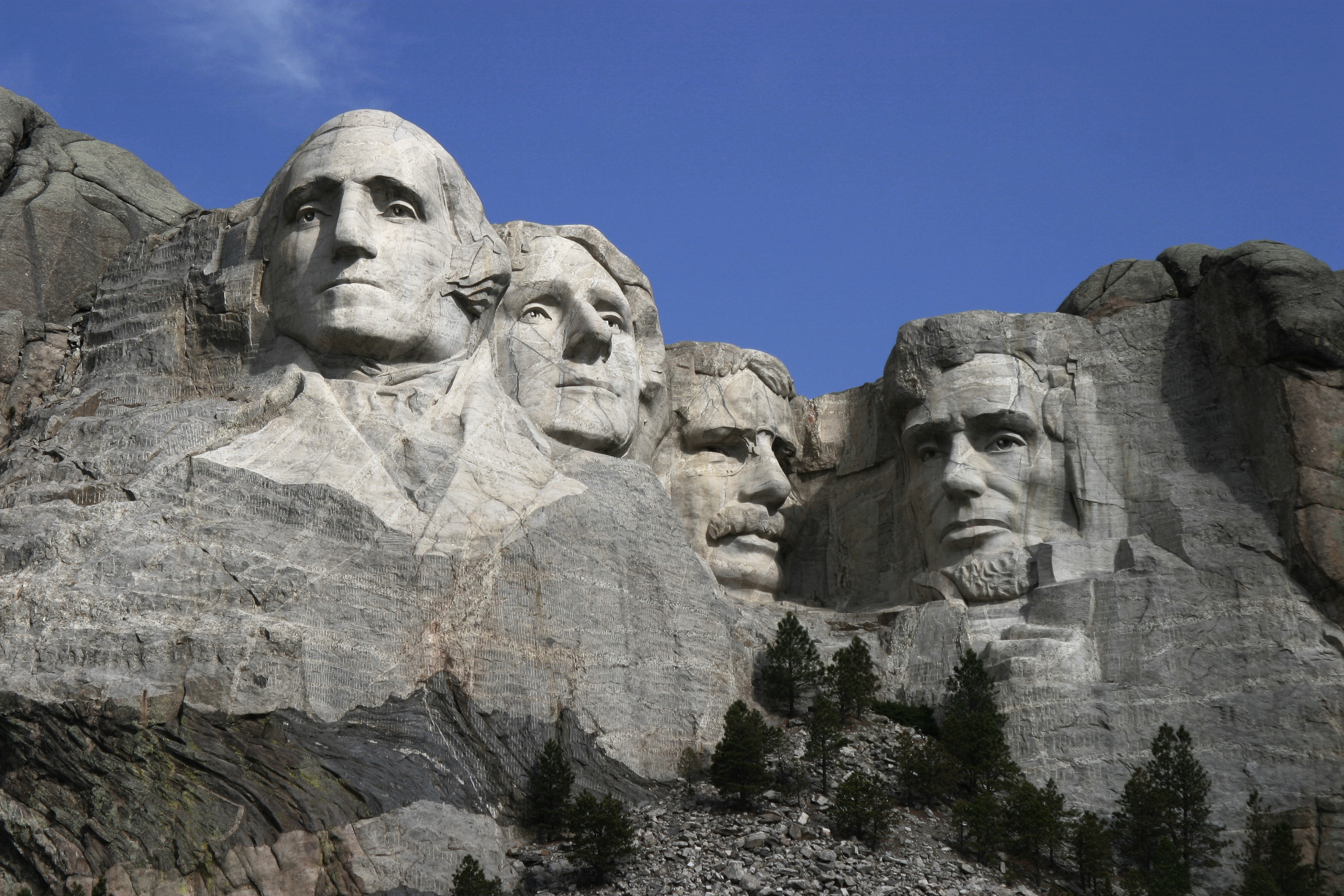
یادبود ملی کوه راشمور، پارک و یادبود ملی در داکوتای جنوبی آمریکا، چهرهٔ چهار تن از مشهورترین رئیسان جمهور آمریکا تندیس‌گری بر روی سنگ خارا در مقیاس بزرگ، (از راست به چپ) آبراهام لینکلن، تئودور روزولت، توماس جفرسون و جرج واشینگتن

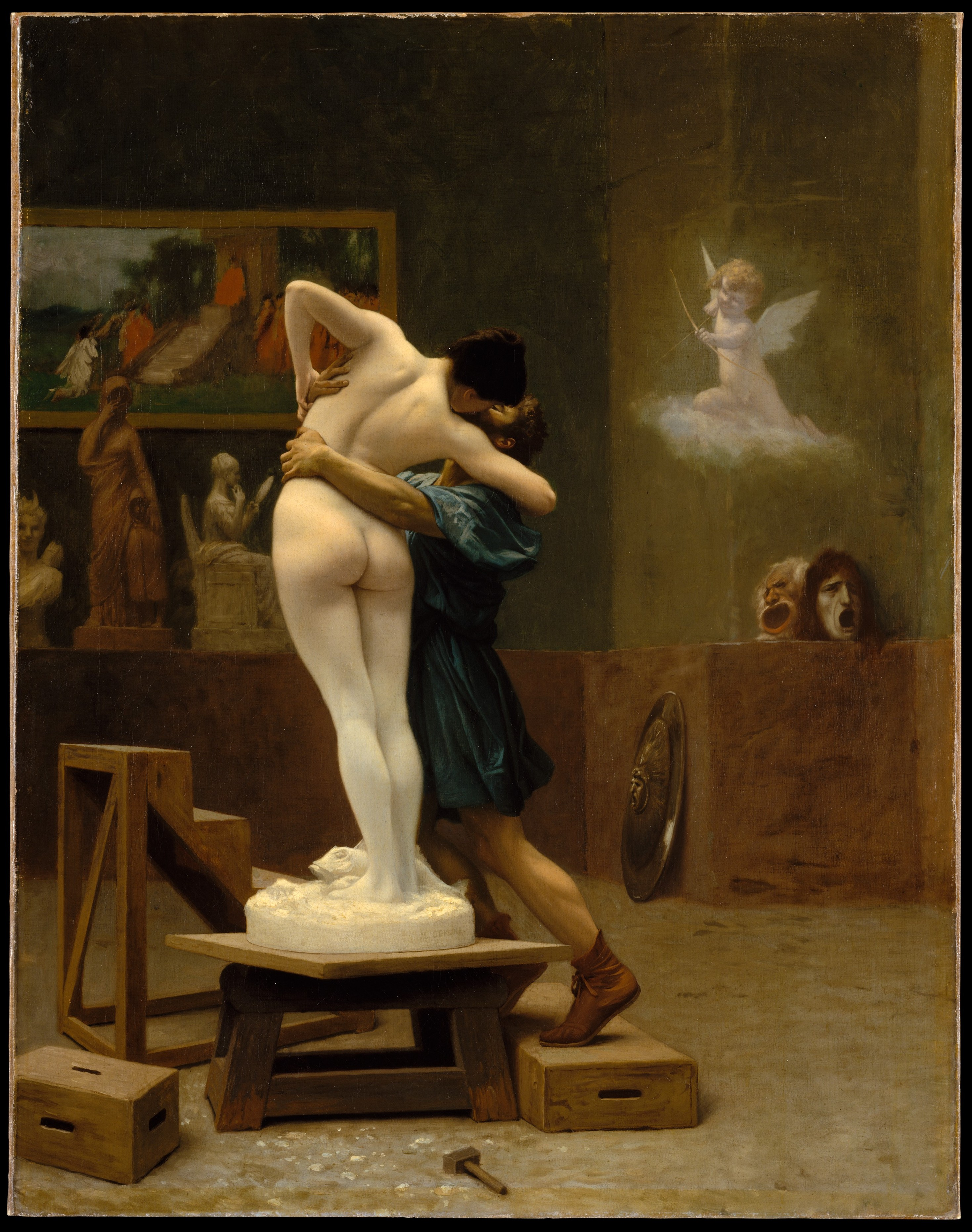
پیگمالیون و گالاتئا اثر لئون ژروم

یکی از اهداف مجسمه‌سازی ارتباط با دین می‌باشد. در بسیاری از فرهنگ‌ها، بت‌ها رایج می‌باشد.
مواد به کار رفته در مجسمه متنوع است و در طول تاریخ تغییر می‌کند. مواد کلاسیک با دوام فوق‌العاده، از جنس فلز به ویژه برنز، سنگ و سفال و چوب می‌باشد، مواد استخوانی و ضد لک از گزینه‌های با دوام اما ارزان‌تر محسوب می‌شوند. از مواد گرانبها مانند طلا، نقره، سنگ یشم و عاج غالباً برای کارهای لوکس کوچک و بعضاً در موارد بزرگتر مانند مجسمه‌های ساخته شده از طلا و عاج استفاده می‌شوند.

## انواع
وجه تمایز اساسی بین مجسمه‌های موجود در مجسمه‌های خود ایستا، مجسمه‌هایی است که به هیچ سطح دیگری وصل نشده‌است  (احتمالاً به جز قسمت پایه) و دور تا دور آن قابل دیدن است و انواع مختلف نقش‌برجسته که حداقل تا حدودی به یک سطح پس زمینه وصل می‌شوند. 

### سنگ
مجسمه‌های سنگی یک فعالیت باستانی است که در آن قطعاتی از سنگ طبیعی سخت با حذف کنترل شده تکه‌هایی از آن شکل می‌گیرد. با توجه به ماندگاری مواد، می‌تواند شواهدی یافت که نشان می‌دهد اگرچه همه مناطق جهان از این سنگ فراوان برخوردار نیستند، اما حتی ابتدایی‌ترین جوامع در ساخت برخی کارهای حک شده سنگی افراط کرده‌اند مانند مصر، یونان، هند و بیشتر اروپا.

### فلز
برنز و آلیاژهای مس مربوط به قدیمی‌ترین و هنوز هم محبوب‌ترین فلز برای مجسمه‌های فلزی هستند. یک مجسمه برنز ریخته‌گریی شده اغلب به سادگی «برنز» خوانده می‌شود. آلیاژهای برنز معمولی خاصیت غیرمعمول اما مطلوبی دارند که اندکی قبل از ساخت کمی گسترش می‌یابند، بنابراین بهترین جزئیات یک قالب را پر می‌کنند. استحکام و عدم شکنندگی آنها (شکل‌پذیری) از مزیت‌هایی است که می‌توان حالات چهره را نیز ایجاد کرد، به ویژه هنگامی که با مواد مختلف سرامیکی یا سنگی مقایسه می‌شوند (برای چندین نمونه به مجسمه‌های مرمری مراجعه کنید). طلا نرم‌ترین و با ارزش‌ترین فلز است و در جواهرات بسیار مهم است. نقره نیز به اندازه کافی نرم است که با چکش و ابزارهای دیگر و همچنین ریخته‌گری قابل استفاده و کار کردن می‌باشد. هنر مسگری از جمله تکنیک‌های مورد استفاده در طلا و نقره کاری است.

### شیشه
شیشه ممکن است از طریق طیف گسترده‌ای از تکنیک‌های کاری در مجسمه‌سازی استفاده شود، گرچه استفاده از آن برای کارهای بزرگ پیشرفتی است که اخیراً به دست آمده‌است. شیشه با دشواری قابل توجهی، قابل حکاکی می‌باشد مانند جام‌های رومان لیکورگوس که منحصر به فرد هستند. ریخته‌گری داغ را می‌توان با جابجایی شیشه مذاب در قالبهایی با فشار دادن اشکال به ماسه، گرافیت حک شده یا قالبهای گچ کاری/سیلیکا، به شیشه طرح و شکل داد.

### سفالگری
سفال یکی از قدیمی‌ترین مصالح برای مجسمه‌سازی می‌باشد، همچنین خاک رس به عنوان وسیله ای است که از آن بسیاری از مجسمه‌های ساخته شده از فلز در اصل برای قالب ریخته‌گری استفاده می‌شوند. مجسمه سازان اغلب کارهای مقدماتی کوچکی را به نام ماکت‌ها را از موادی مانند گچ پاریس، موم، خشت بدون پلاستیک یا پلاستیکین می‌سازند.

### منبت کاری چوب
منبت کاری چوب در همه جا به شکل گسترده به چشم می‌خورد، اما بسیار کمتر از سایر مواد اصلی با دوام بوده. چوب در برابر پوسیدگی، آسیب حشرات و آتش‌سوزی آسیب‌پذیر است؛ بنابراین یک عنصر مهم پنهان در تاریخ هنر بسیاری از فرهنگ‌ها را تشکیل می‌دهد.

## نگارخانه

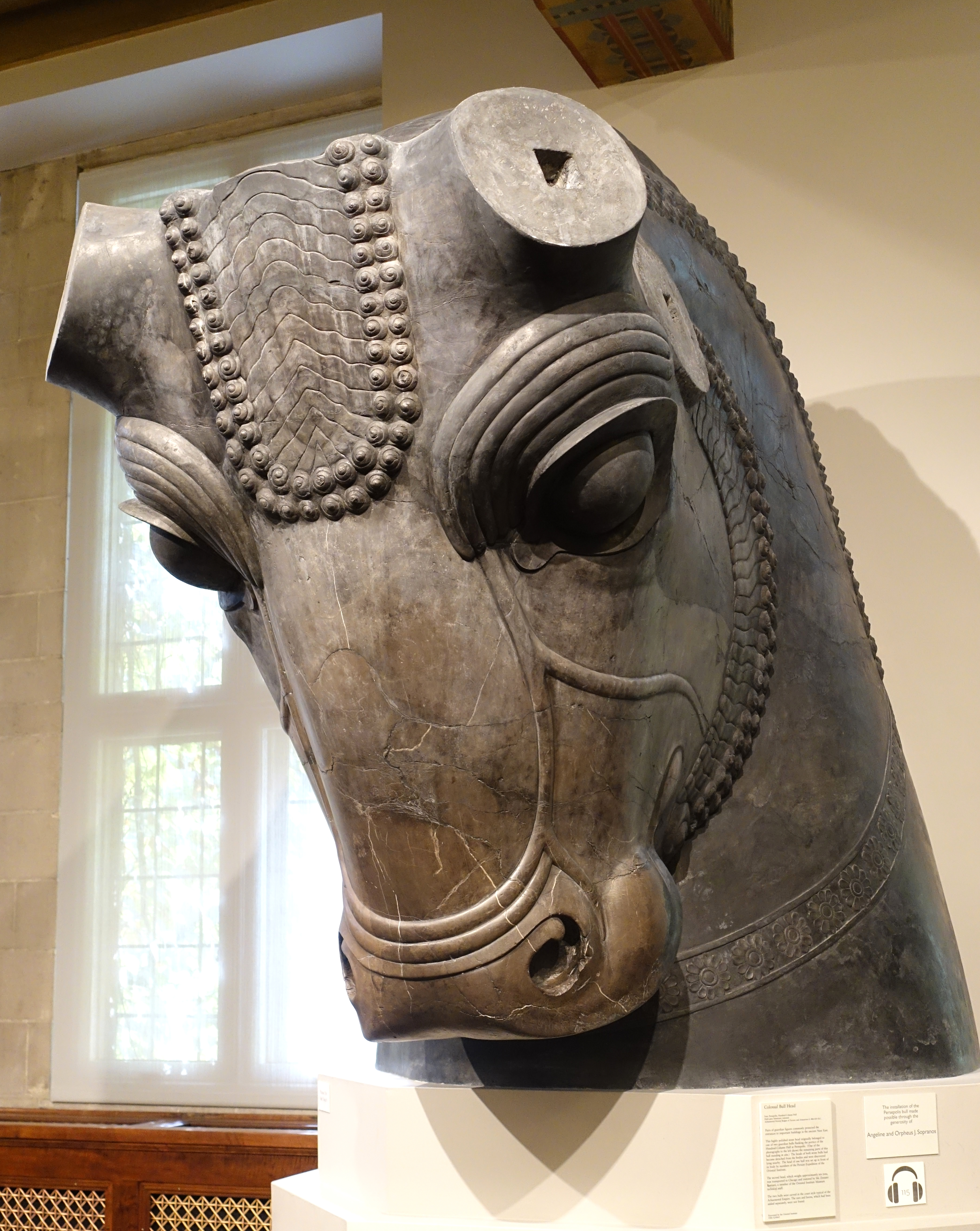
ایران
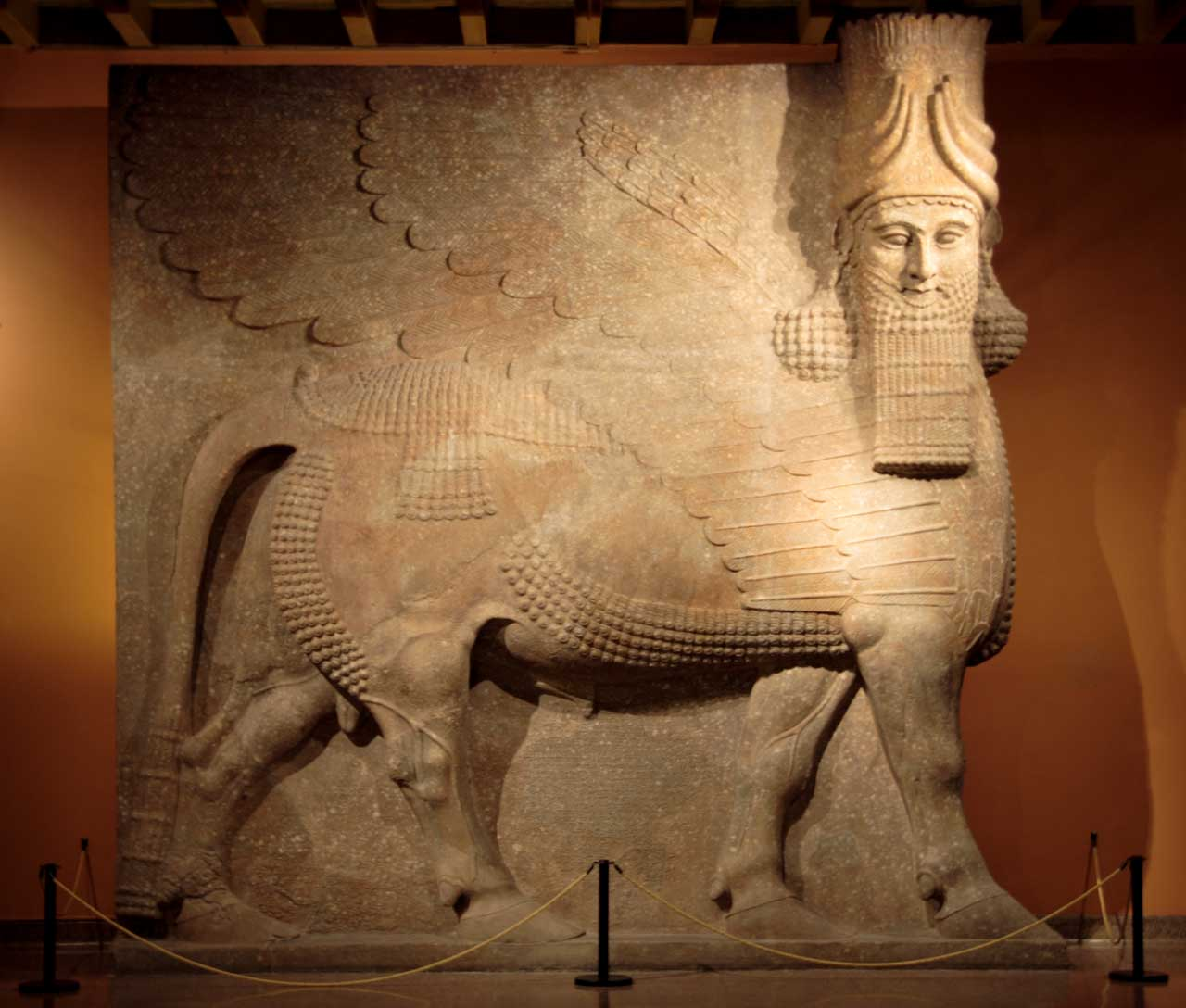
عراق (آشوری‌ها)
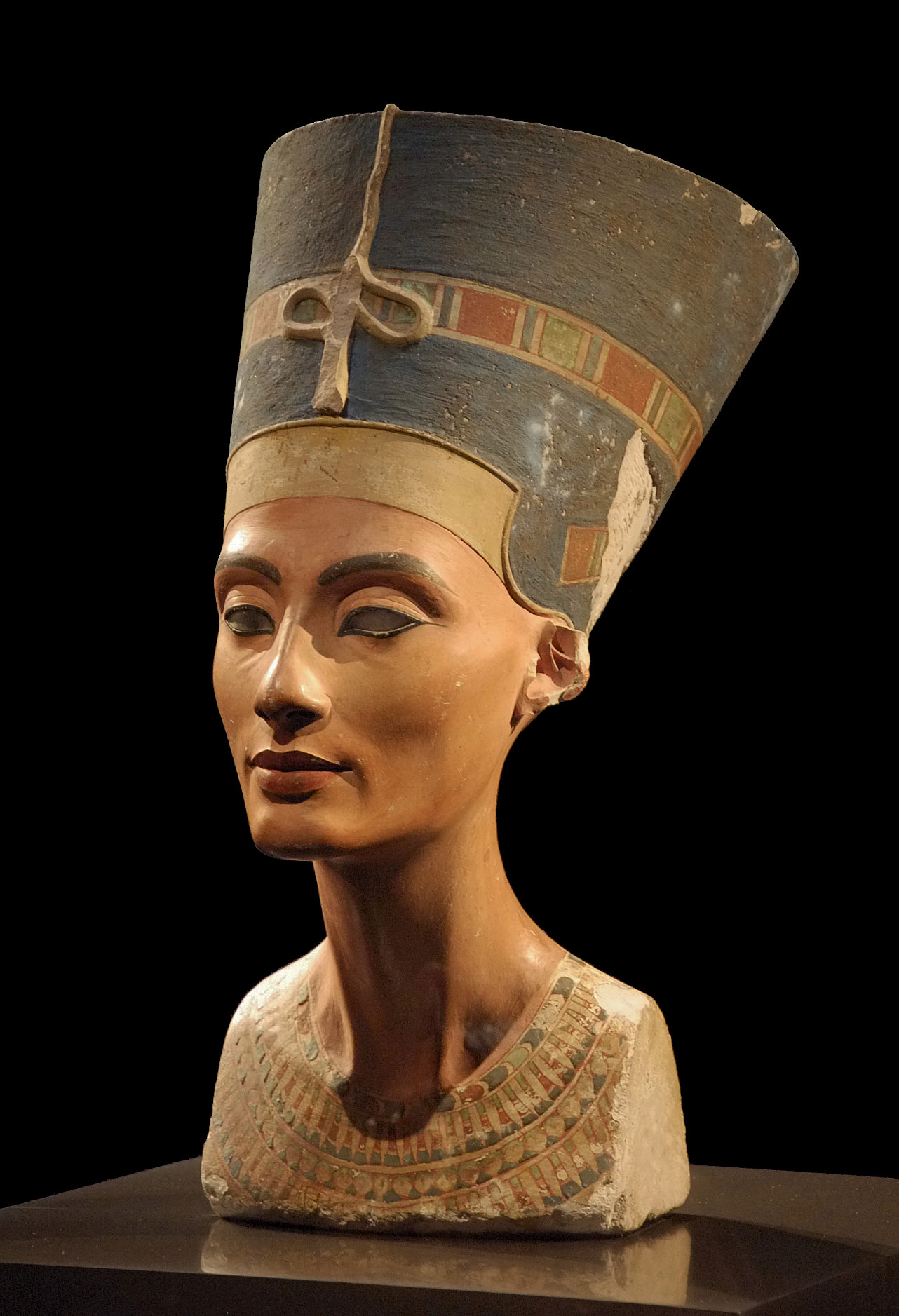
مصر
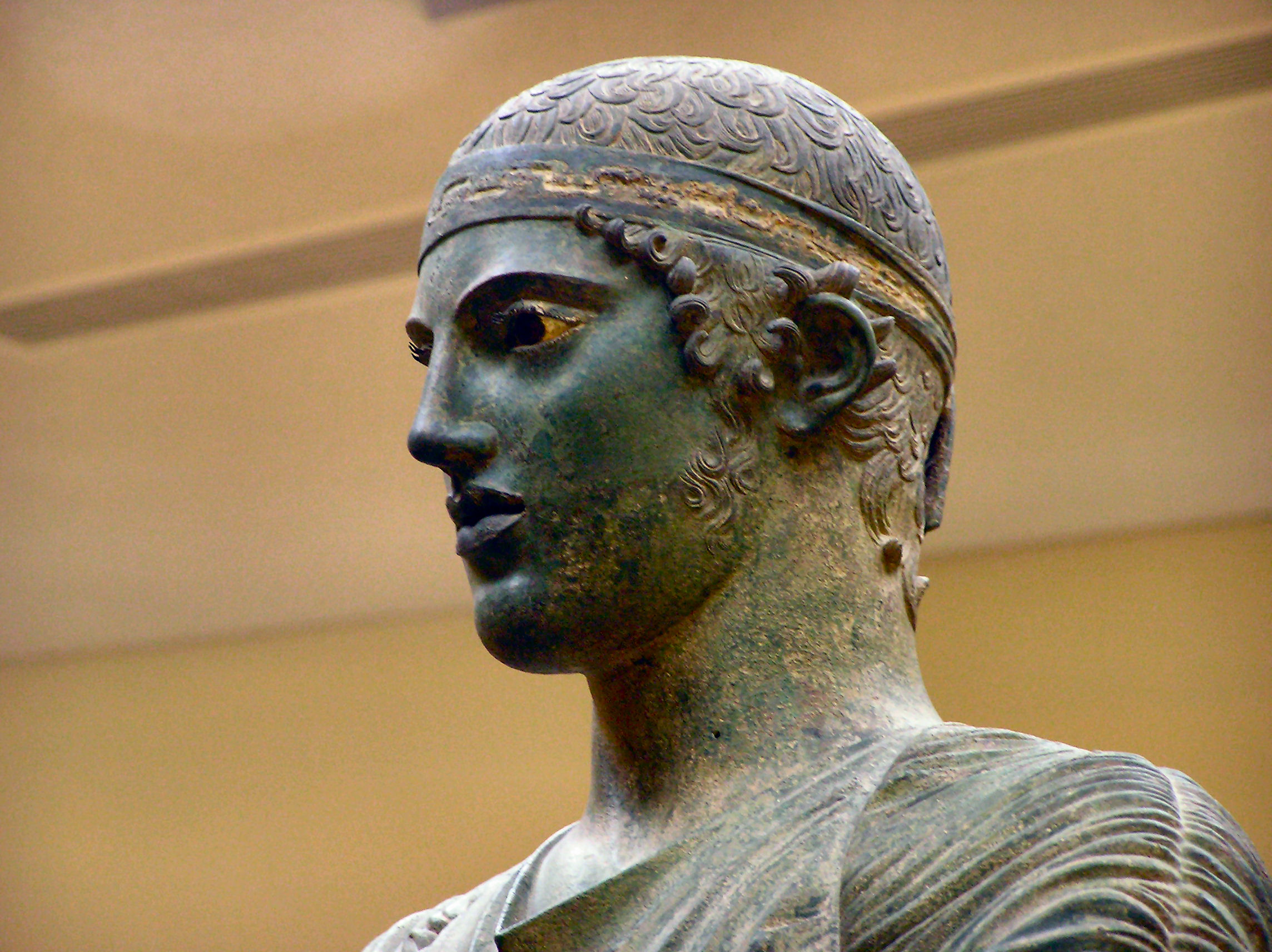
یونان
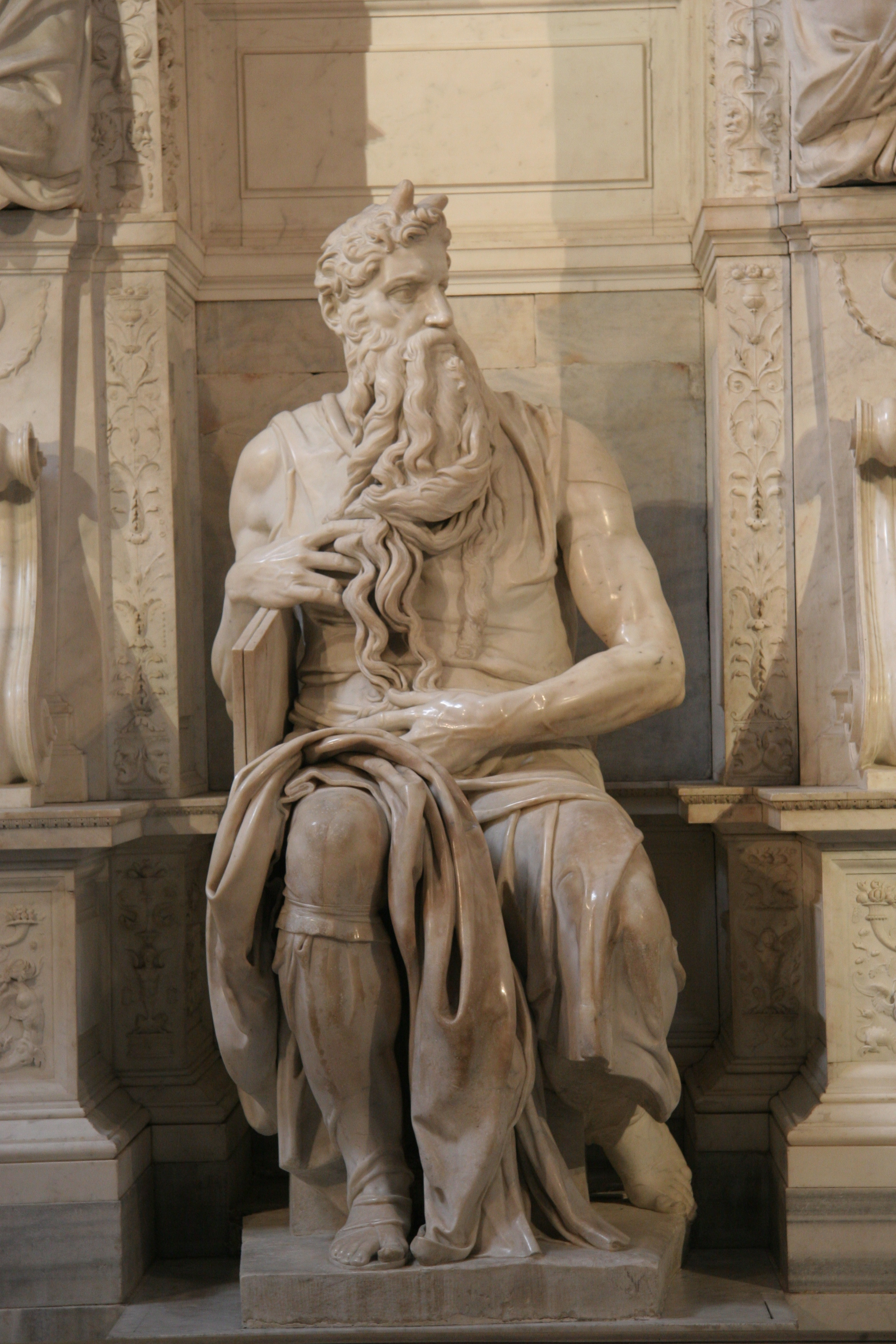
روم
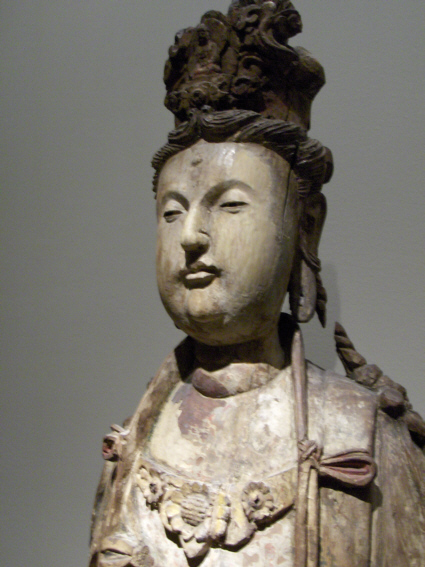
چین
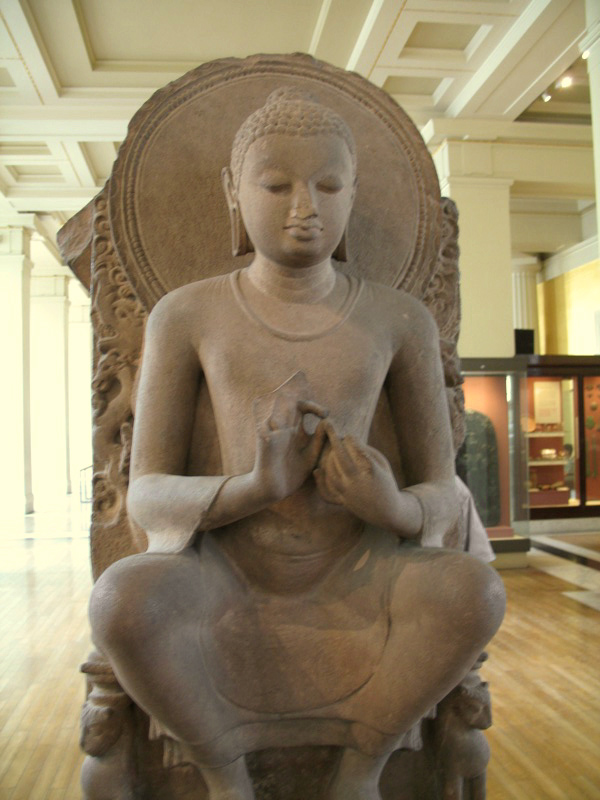
هند
ژاپن
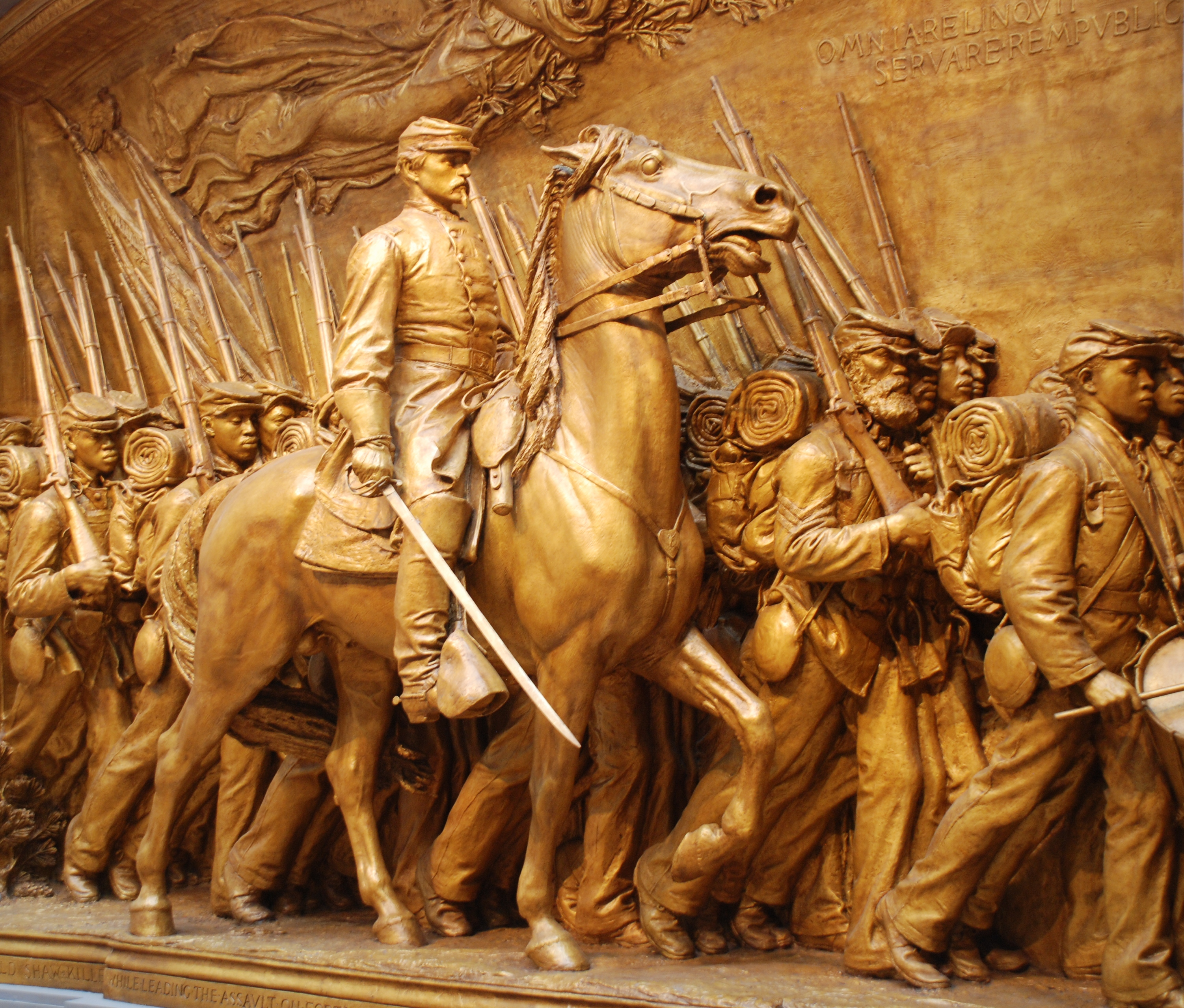
آمریکا
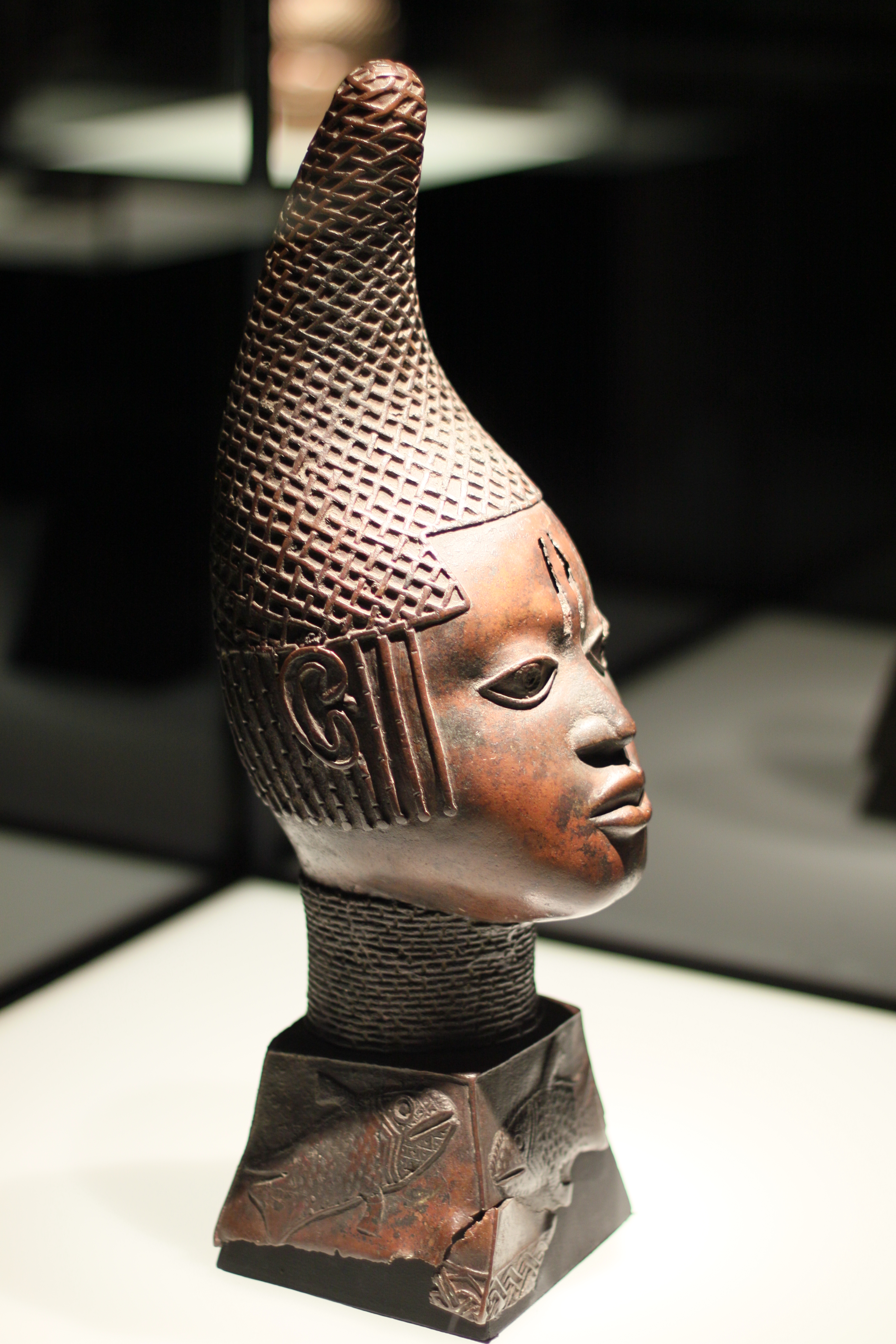
بنین
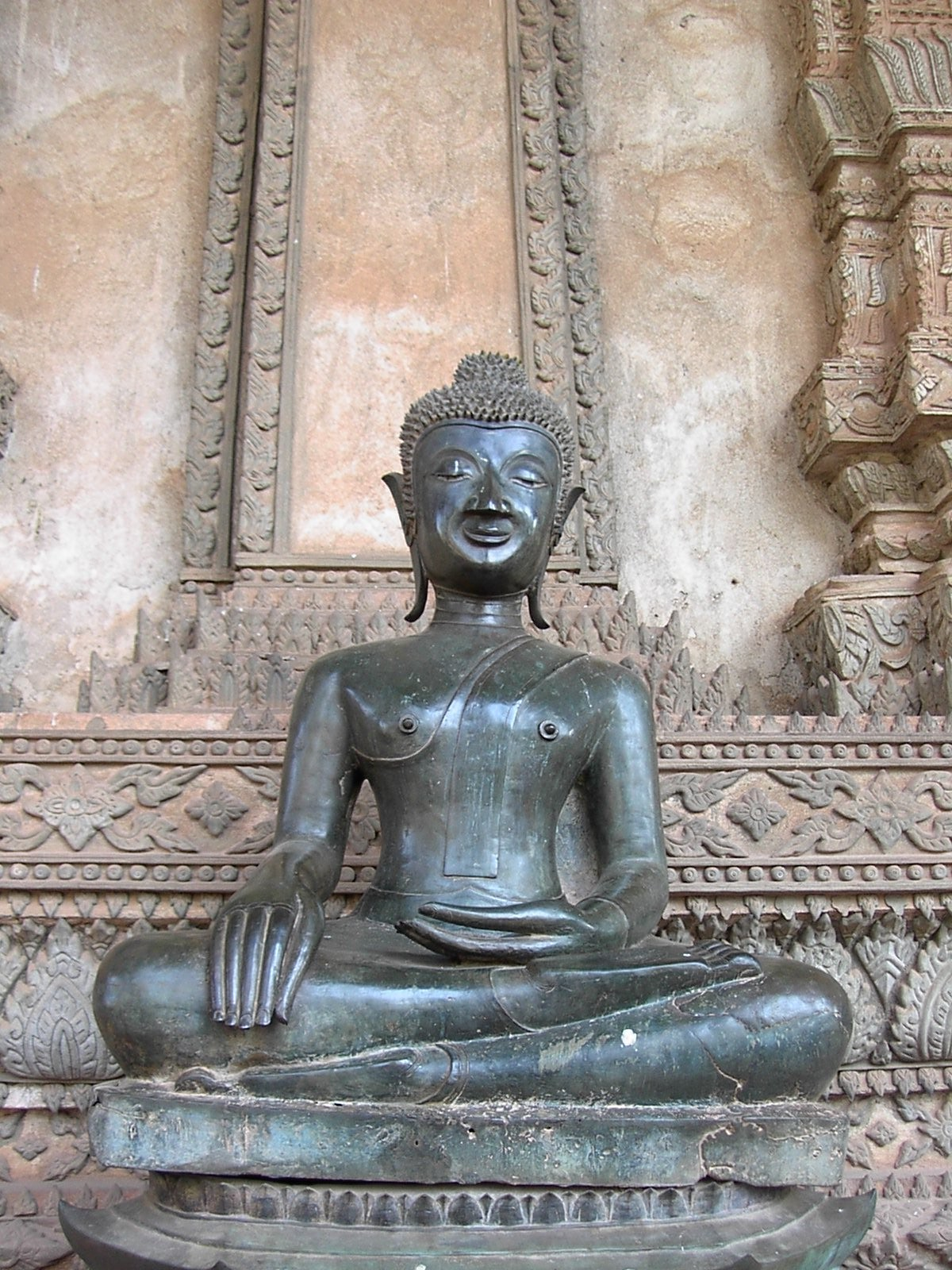
ویتنام
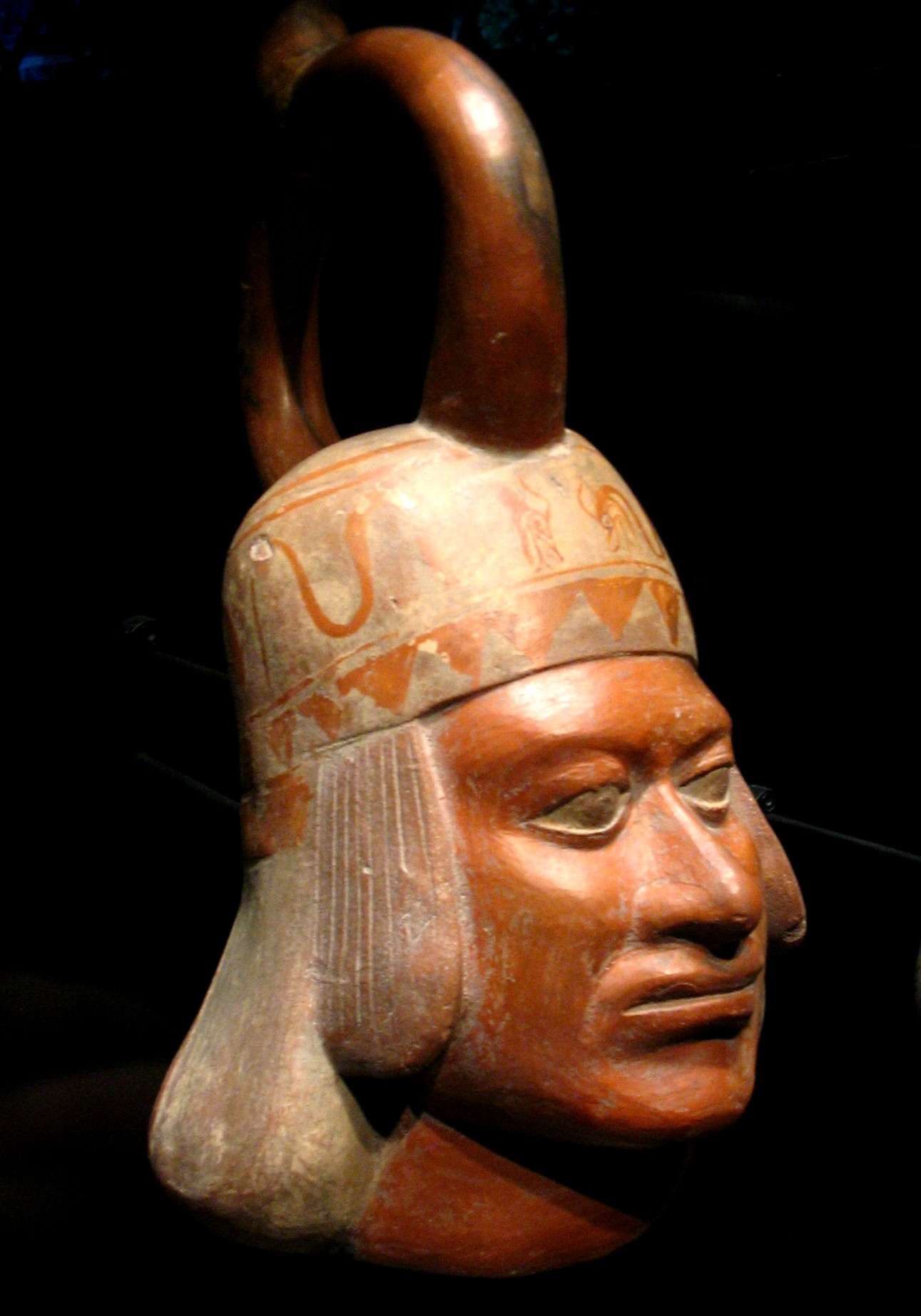
پرو
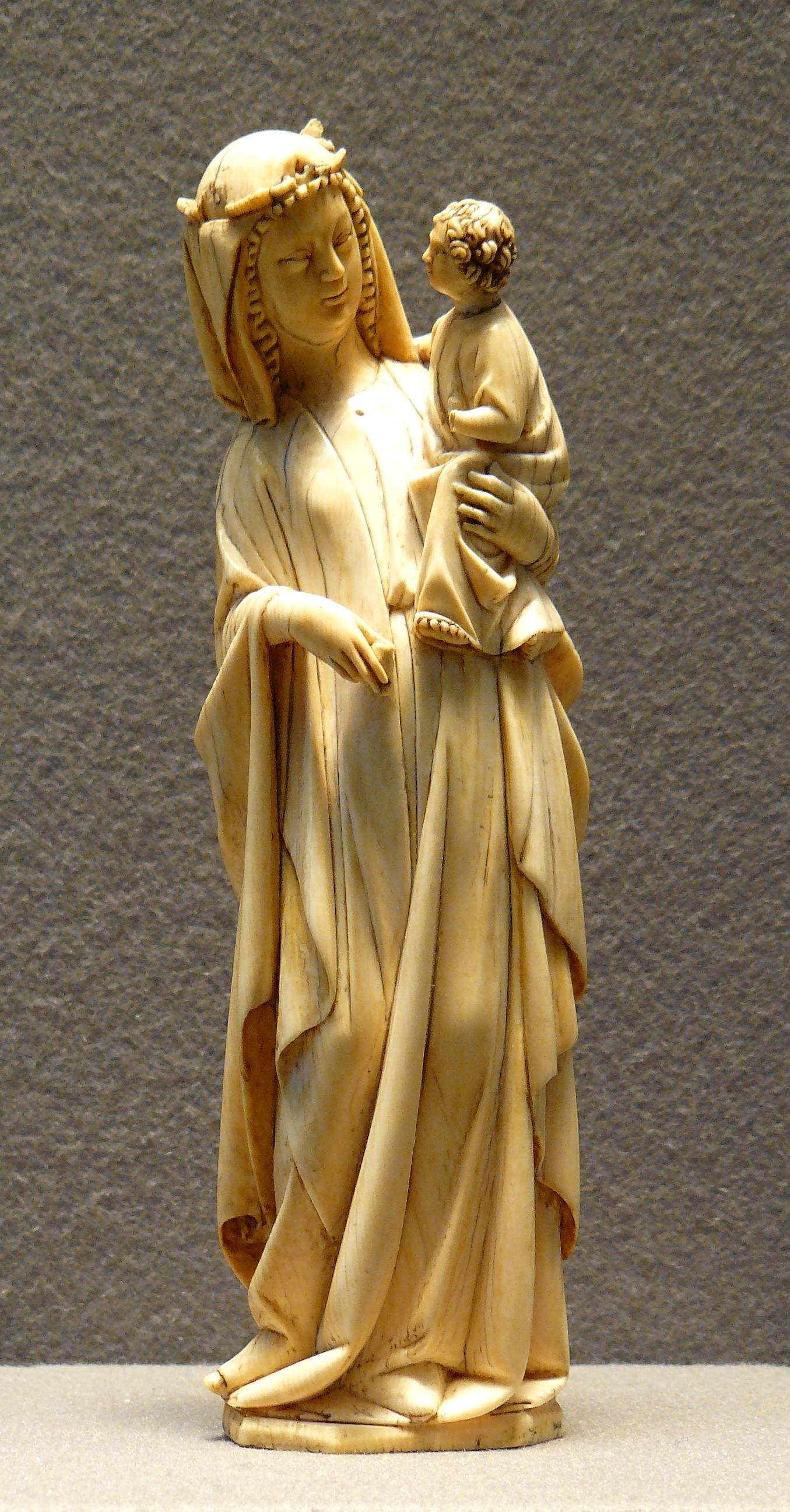
تندیس‌گری هنر گوتیک
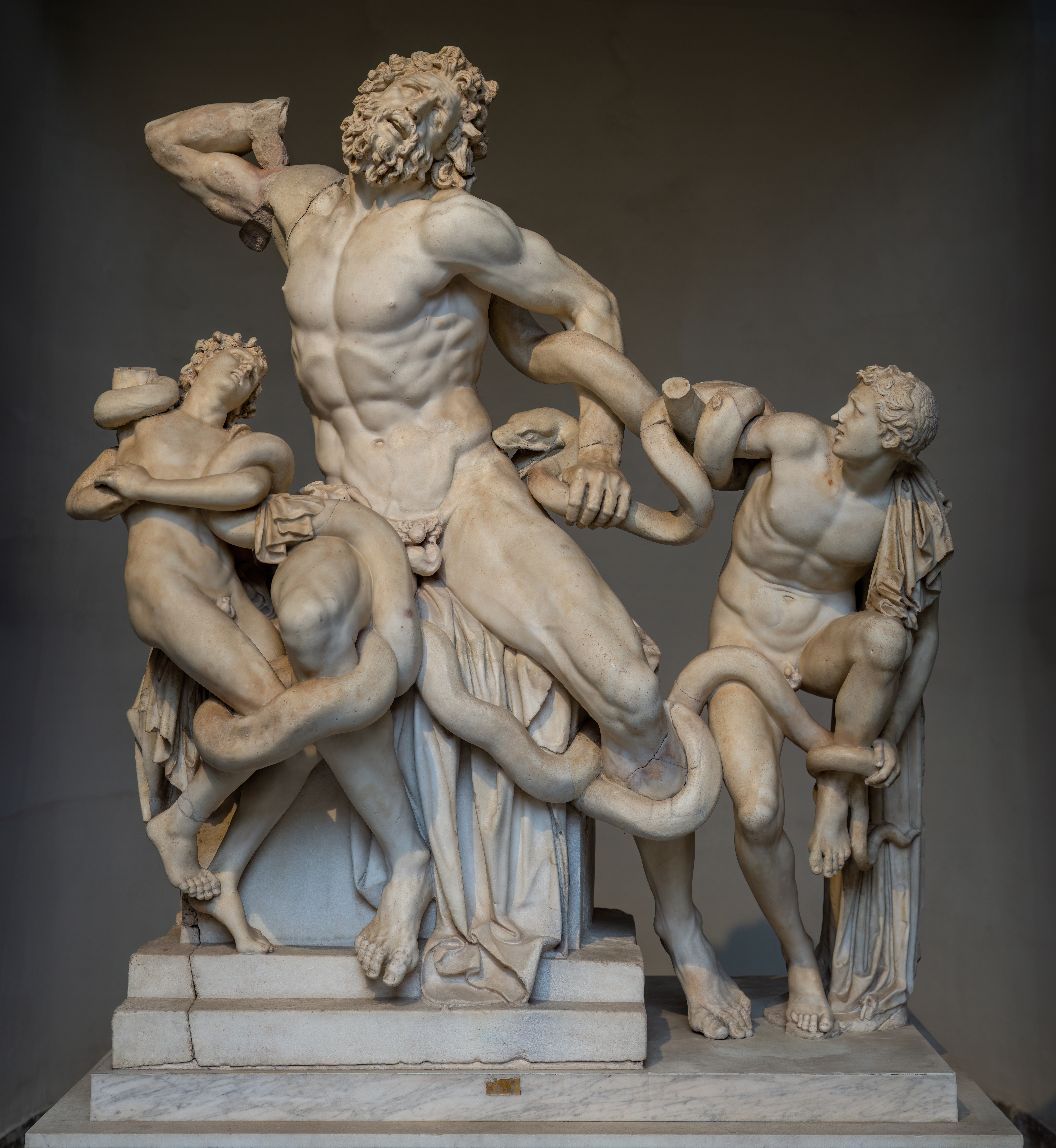
تندیس‌گری هنر هلنیک
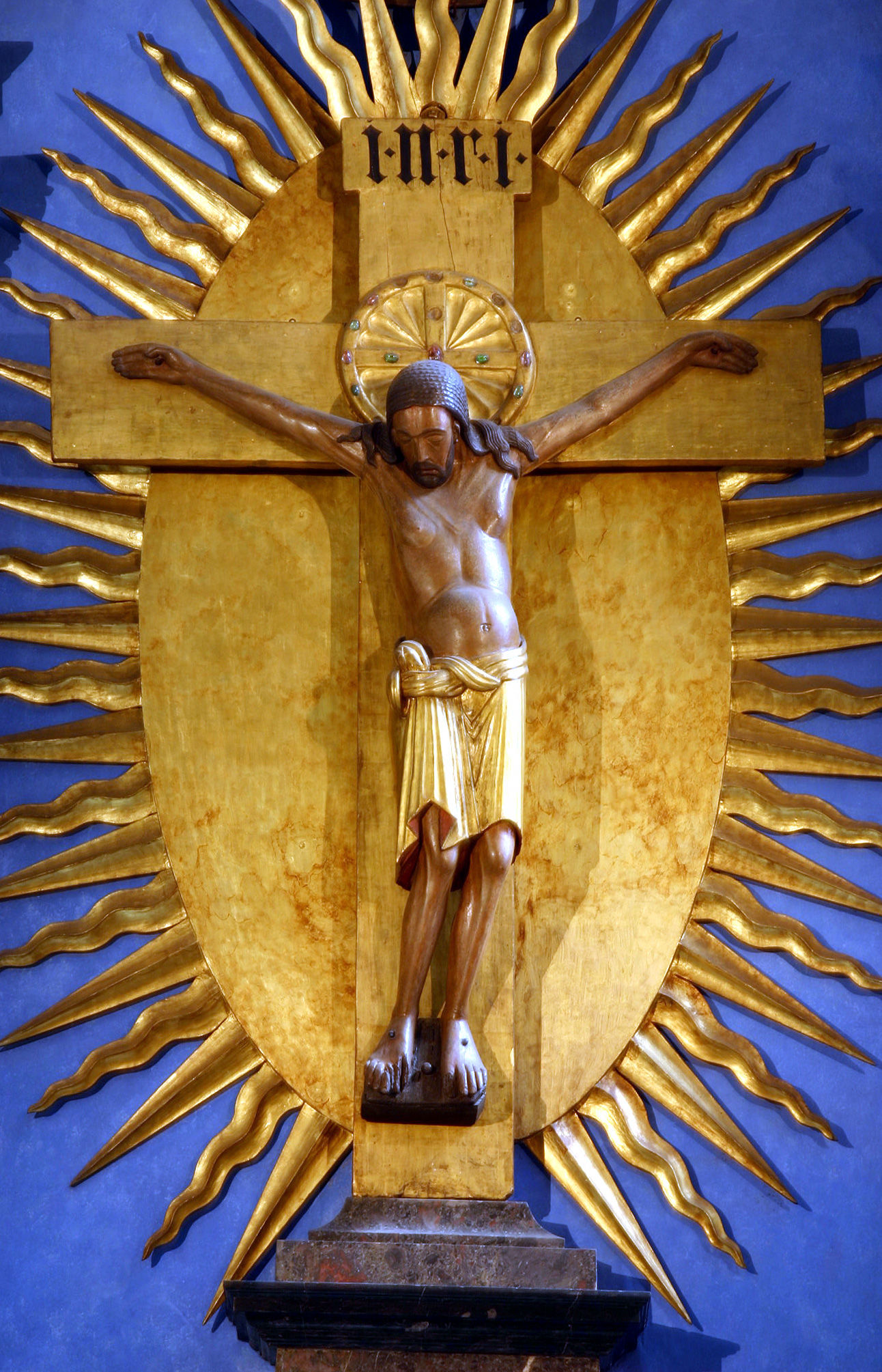
تندیس‌گری دوران بیزانس
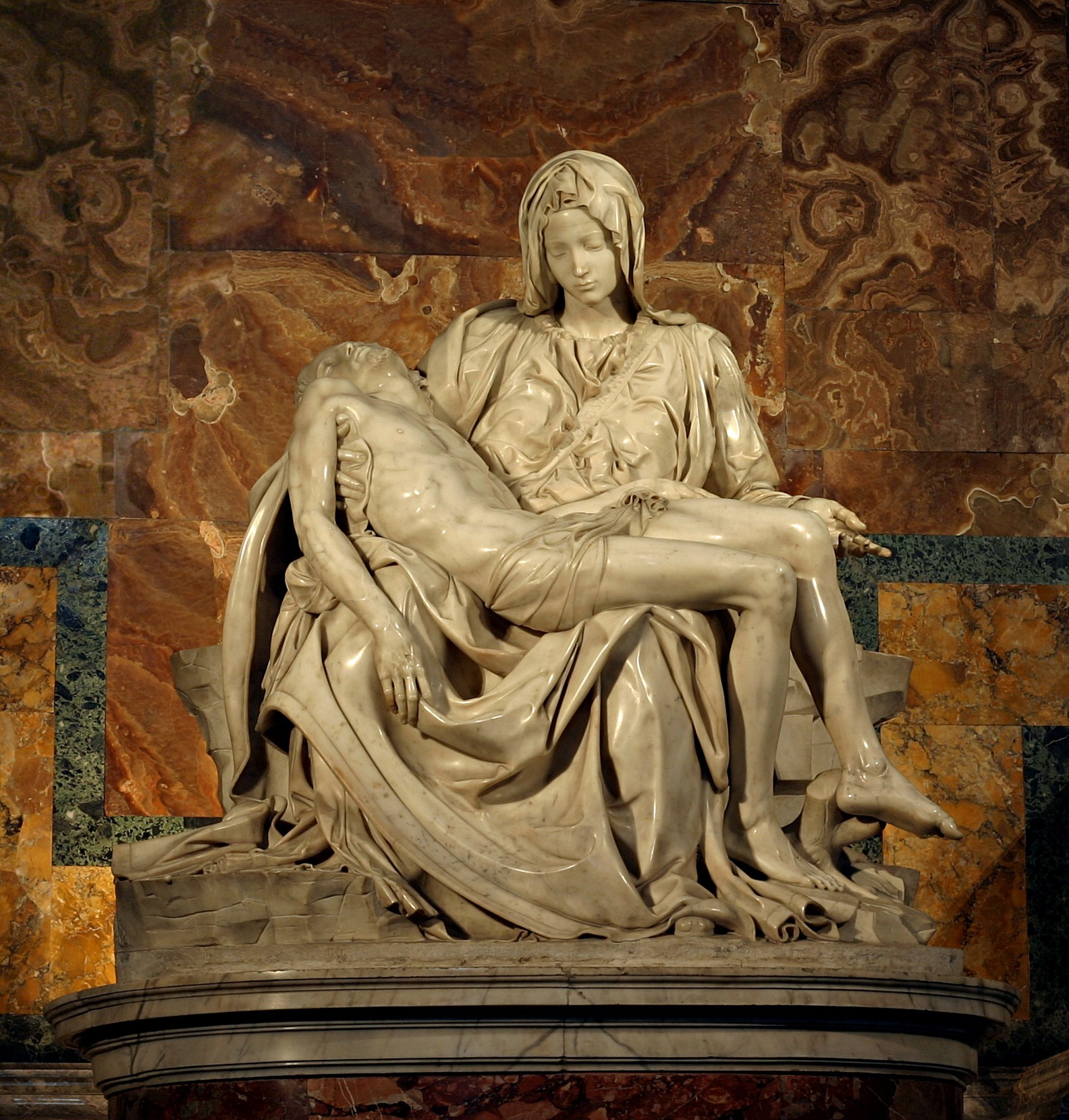
تندیس‌گری دوران رنسانس
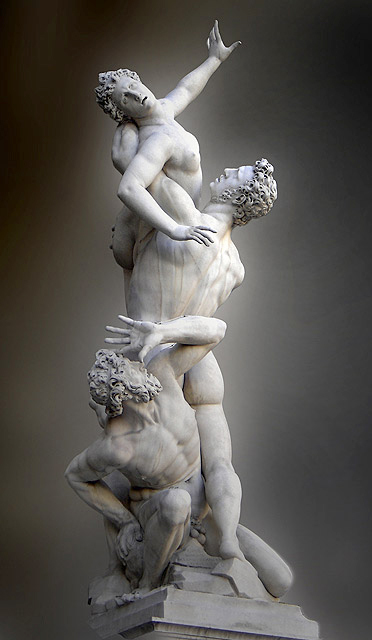
تندیس‌گری دوران منرسیم (تکلف‌گرایی)
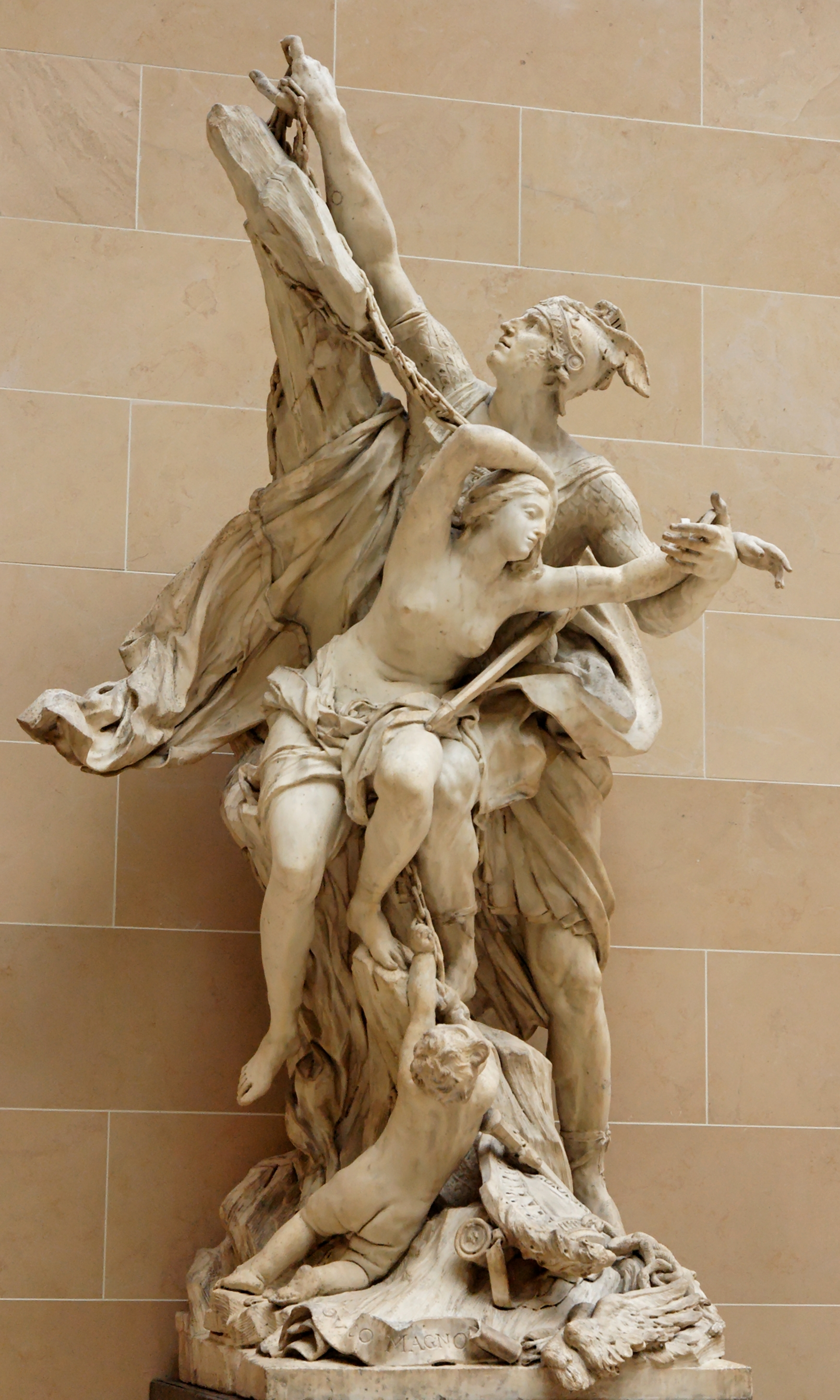
تندیس‌گری باروک
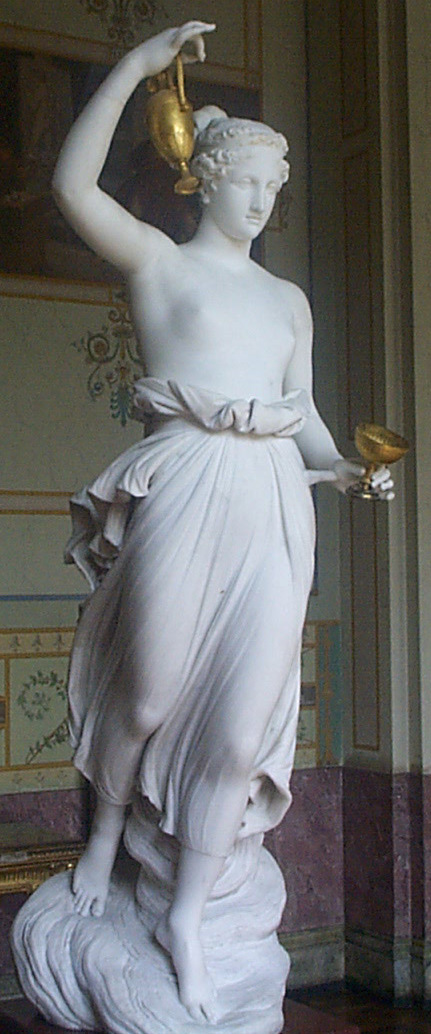
تندیس‌گری نئوکلاسیسیسم
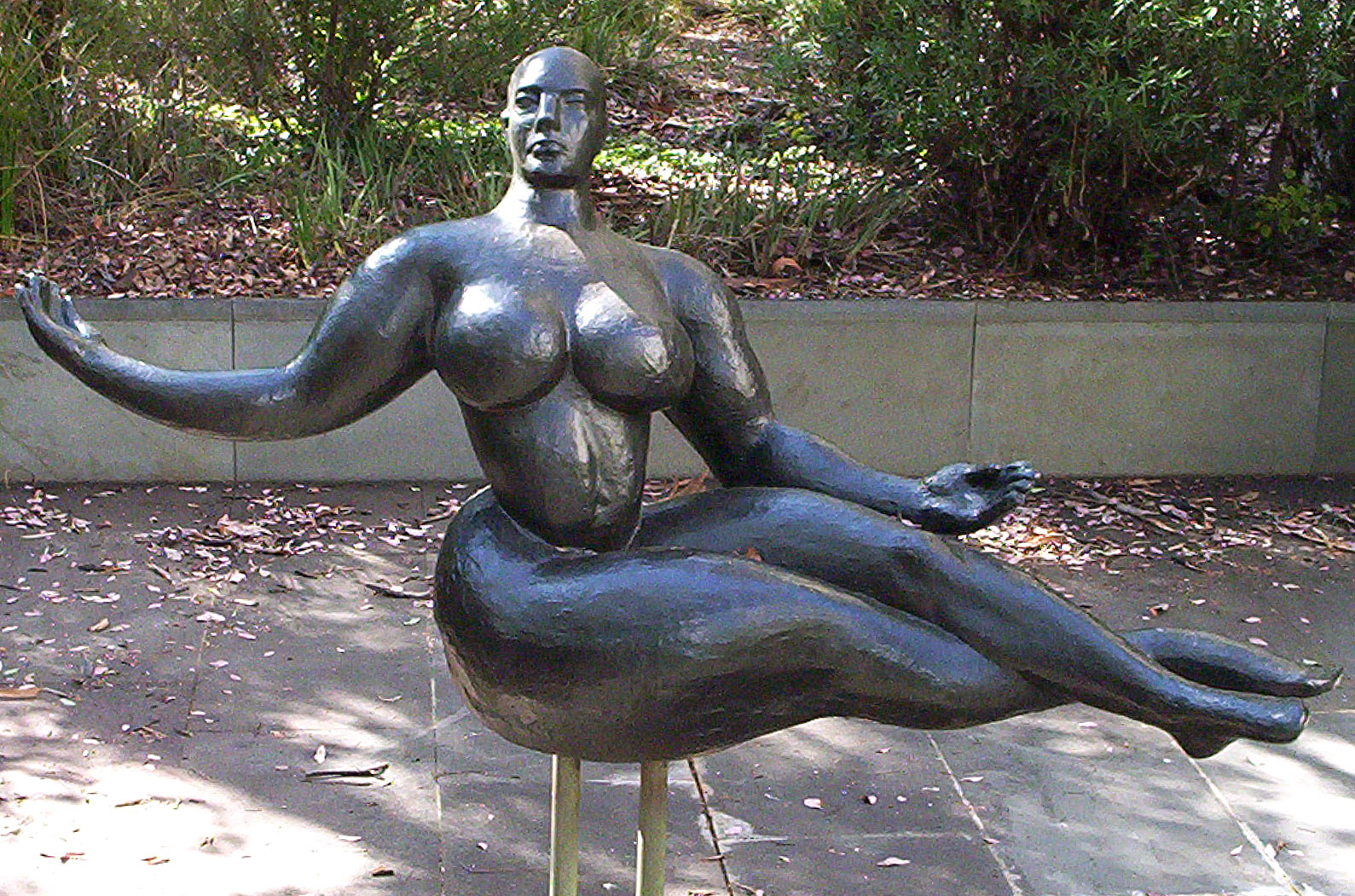
تندیس‌گری مدرنیسم
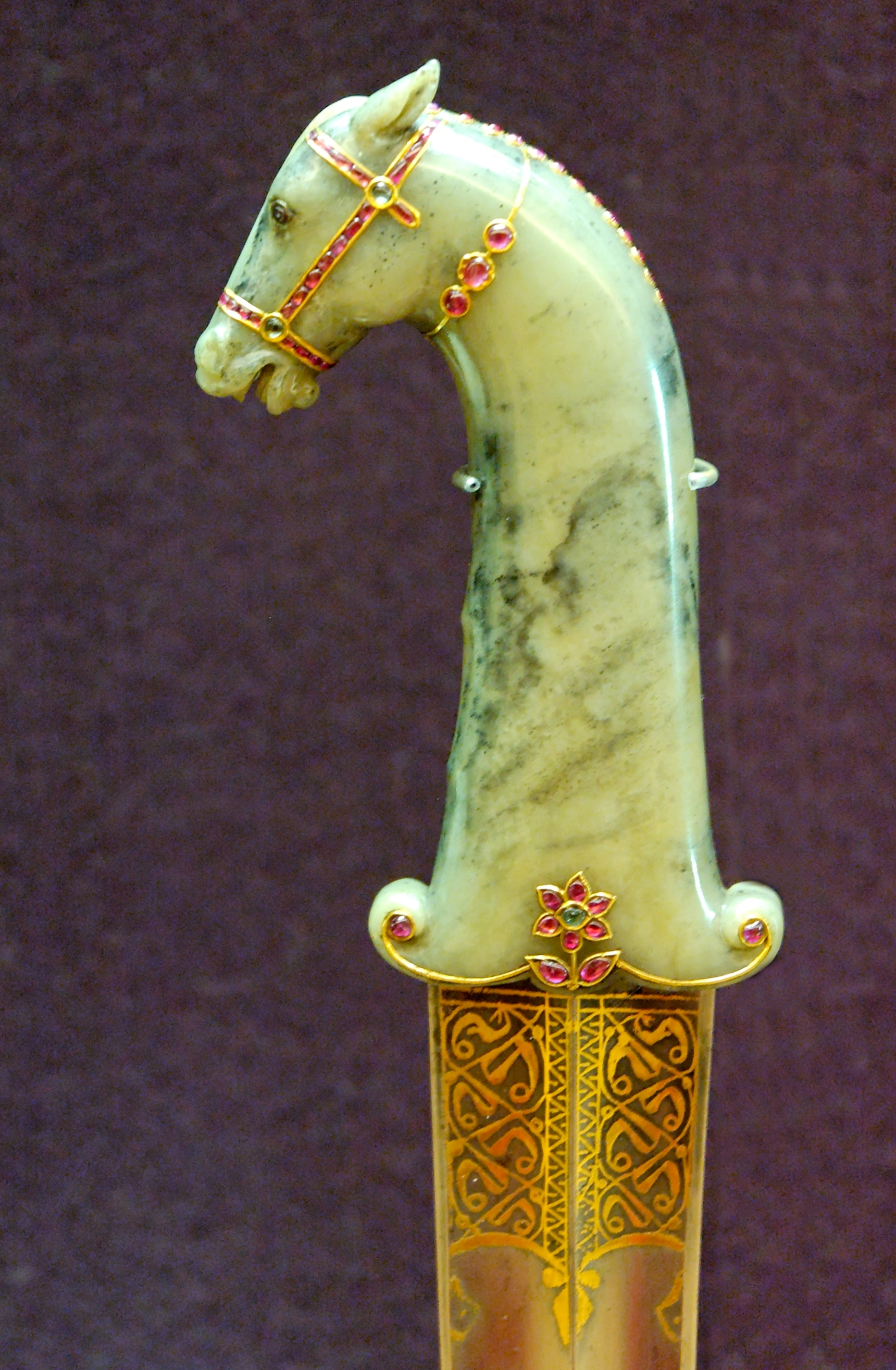
تندیس‌گری اسلامی
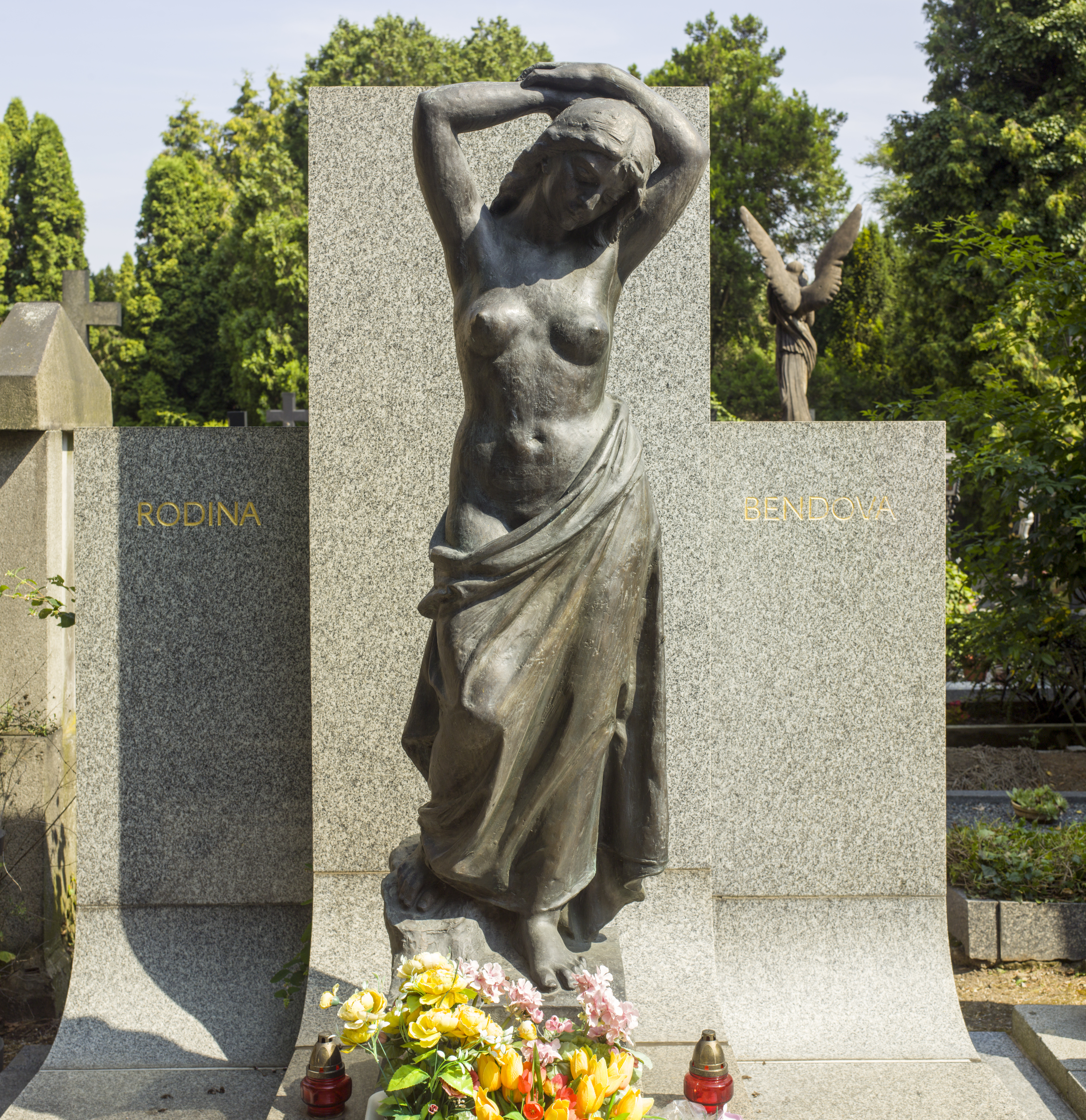
آرامگاه مجسمه‌ساز Břetislav Benda و همسرش BOHUMIL Benda در گورستان Vyšehrad